# Taira cangshan
Taira cangshan là một loài nhện trong họ Amaurobiidae.
Loài này thuộc chi Taira. Taira cangshan được miêu tả năm 2008 bởi Zhang, Zhu & Da-xiang Song.